# Morlocks

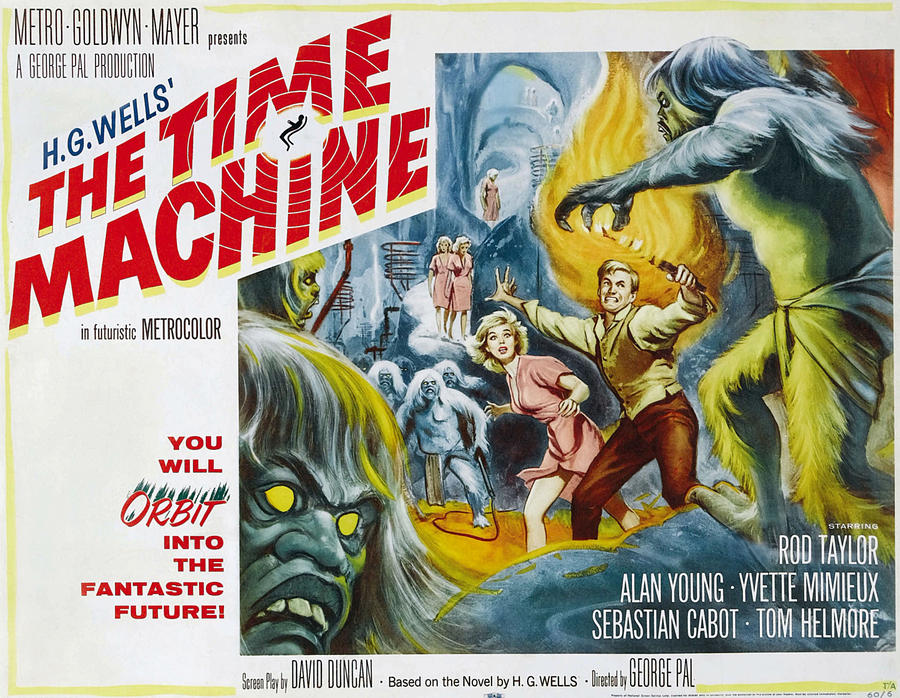
Pôster do filme de 1960 no qual os Morlocks aparecem em primeiro plano.

Os morlocks são personagens criados pelo escritor britânico H. G. Wells para seu livro A Máquina do Tempo. Os morlocks são seres humanóides que vivem nos subterrâneos do século 8.028. Eles descenderam dos seres humanos que se abrigaram no subterrâneo após uma guerra nuclear que devastou o mundo. Ao longo de mais de 800 mil anos de evolução estes humanos acabaram dando origem à uma nova espécie, os Morlocks. Essas criaturas são muito pálidas devido à falta de melanina, são sensíveis à luz do sol e quase cegos. Eles se alimentam de Elois, outra raça derivada dos humanos que ficaram na superfície.
A raça dos morlocks se tornou tão popular que foi retratada por outros autores. Em Die Reise mit der Zeitmaschine (1946), de Egon Friedell. No momento da sua publicação, essa era a única sequel de The Time Machine, descrevendo as visitas futuras do viajante do tempo para o futuro e o emaranhamento da máquina do tempo com o passado. Já em The Man Who Loved Morlocks (1981), de David Lake, o viajante do tempo encontra os Morlocks novamente, mas está equipado com uma câmera e um revólver Colt.
As séries de revistas em quadrinhos e desenhos de X-Men utilizam o termo para designar o grupo de mutantes liderados por Calisto, que vivem no subterrâneo da cidade, excluídos da sociedade por sua aparência, uma clara referência.